# Vasîlivka, Verhnodniprovsk
Vasîlivka (în ucraineană Василівка) este un sat în comuna Zaricicea din raionul Verhnodniprovsk, regiunea Dnipropetrovsk, Ucraina.

## Demografie
Componența lingvistică a localității Vasîlivka
     Ucraineană (95%)
     Rusă (3,33%)
     Belarusă (1,67%)
Conform recensământului din 2001, majoritatea populației localității Vasîlivka era vorbitoare de ucraineană (95%), existând în minoritate și vorbitori de rusă (3,33%) și belarusă (1,67%).